# Memoriał Bronisława Idzikowskiego i Marka Czernego 2015
Memoriał im. Bronisława Idzikowskiego i Marka Czernego 2015 – 43. edycja turnieju w celu uczczenia pamięci polskiego żużlowca Bronisława Idzikowskiego i Marka Czernego, który odbył się 25 kwietnia 2015 roku w Częstochowie. Turniej wygrał Mateusz Szczepaniak. Po zawodach rozegrano biegi pamięci Jerzego Baszanowskiego i Lee Richardsona.

## Wyniki
- Częstochowa, 25 kwietnia 2015
- Frekwencja: 5000 widzów[1]
- NCD: Mateusz Szczepaniak – 65,38 w wyścigu 18
- Sędzia: Artur Kuśmierz

| Msc. | Zawodnik            | Klub         | Pkt |             |  |
| ---- | ------------------- | ------------ | --- | ----------- |  |
| 1    | Mateusz Szczepaniak | Ostrów Wlkp. | 15  | (3,3,3,3,3) |  |
| 2    | Rune Holta          | Ostrów Wlkp. | 14  | (3,3,3,3,2) |  |
| 3    | Artur Czaja         | Rzeszów      | 13  | (2,2,3,3,3) |  |
| 4    | Sebastian Ułamek    | Rybnik       | 11  | (3,2,2,1,3) |  |
| 5    | Scott Nicholls      | Ostrów Wlkp. | 10  | (2,2,2,2,2) |  |
| 6    | Dawid Stachyra      | Krosno       | 9   | (1,1,3,3,1) |  |
| 7    | Rafał Szombierski   | Rybnik       | 7   | (2,3,d,d,2) |  |
| 8    | Łukasz Sówka        | Rzeszów      | 7   | (3,1,2,0,1) |  |
| 9    | Mateusz Borowicz    | Ostrów Wlkp. | 7   | (1,0,1,2,3) |  |
| 10   | Oskar Ajtner-Gollob | Ostrów Wlkp. | 6   | (w,0,2,2,2) |  |
| 11   | Rafał Malczewski    | Częstochowa  | 5   | (2,0,1,1,1) |  |
| 12   | Ilja Czałow         | Rybnik       | 5   | (1,0,1,2,1) |  |
| 13   | Władimir Borodulin  | Ostrów Wlkp. | 4   | (0,3,0,1,u) |  |
| 14   | Robert Miśkowiak    | Bydgoszcz    | 3   | (1,1,1,d,d) |  |
| 15   | Kyle Newman         | Ostrów Wlkp. | 2   | (0,2,d,d,d) |  |
| 16   | Ronnie Jamroży      | Lublin       | 2   | (0,1,d,1,0) |  |
| 17   | Oskar Polis         | Łódź         | ns  |             |  |
| 18   | Tymoteusz Kasprzyk  | Częstochowa  | ns  |             |  |

Bieg po biegu
1. [66,53] Sówka, Malczewski, Czałow, Jamroży
2. [65,94] Holta, Nicholls, Stachyra, Ajtner-Gollob
3. [66,37] Szczepaniak, Czaja, Borowicz, Borodulin
4. [65,71] Ułamek, Szombierski, Miśkowiak, Newman
5. [65,54] Szczepaniak, Ułamek, Stachyra, Czałow
6. [66,32] Szombierski, Nicholls, Sówka, Borowicz
7. [66,06] Holta, Czaja, Miśkowiak, Malczewski
8. [67,12] Borodulin, Newman, Jamroży, Ajtner-Gollob
9. [66,29] Czaja, Nicholls, Czałow, Newman
10. [66,59] Stachyra, Sówka, Miśkowiak, Borodulin
11. [66,60] Szczepaniak, Ajtner-Gollob, Malczewski, Szombierski
12. [66,02] Holta, Ułamek, Borowicz, Jamroży
13. [66,87] Holta, Czałow, Borodulin, Szombierski
14. [66,14] Czaja, Ajtner-Gollob, Ułamek, Sówka
15. [66,39] Stachyra, Borowicz, Malczewski, Newman
16. [65,84] Szczepaniak, Nicholls, Jamroży, Miśkowiak
17. [--,--] Borowicz, Ajtner-Gollob, Czałow, Miśkowiak
18. [65,38] Szczepaniak, Holta, Sówka, Newman
19. [66,44] Ułamek, Nicholls, Malczewski, Borodulin
20. [66,45] Czaja, Szombierski, Stachyra, Jamroży

### Bieg pamięci toromistrza Jerzego Baszanowskiego
1. [65,89] Borowicz, Czaja, Polis, Malczewski

### Bieg pamięci Lee Richardsona
1. Szczepaniak, Stachyra, Jamroży, Nicholls